# Gaspar Aquino de Belen
Pour les articles homonymes, voir Aquino (homonymie) et Belen.
Œuvres principales
Pasyon
Gaspar Aquino de Belen est un poète et traducteur philippin du XVIIe siècle, auteur notamment de Pasyon, une célèbre narration poétique de la passion, mort et résurrection du Christ.